# Bautista
Bautista is een gemeente in de Filipijnse provincie Pangasinan op het eiland Luzon. Bij de laatste census in 2007 had de gemeente ruim 28 duizend inwoners.

## Geografie

### Bestuurlijke indeling
Bautista is onderverdeeld in de volgende 18 barangays:
| - Artacho - Baluyot - Cabuaan - Cacandongan - Diaz - Nandacan - Nibaliw Norte - Nibaliw Sur - Palisoc | - Poblacion East - Poblacion West - Pogo - Poponto - Primicias - Ketegan - Sinabaan - Vacante - Villanueva |

## Demografie
Bautista had bij de census van 2007 een inwoneraantal van 28.094 mensen. Dit zijn 1.028 mensen (3,8%) meer dan bij de vorige census van 2000. De gemiddelde jaarlijkse groei komt daarmee uit op 0,52%, hetgeen lager is dan het landelijk jaarlijks gemiddelde over deze periode (2,04%).